# 兵庫ウインターカップ
兵庫ウインターカップ（ひょうごウインターカップ）は、兵庫県競馬組合が姫路競馬場ダート1400mで施行する地方競馬の重賞競走である。2025年までの正式名称は「夕刊フジ賞 兵庫ウインターカップ」であった。

## 概要
2017年に古馬短距離路線充実を図るため、兵庫所属馬限定の古馬による重賞、園田ウインターカップとして新設、第1回は園田競馬場ダート1400mで施行された。創設時の格付けは重賞IIで、第2回から重賞Iとなっている。
2021年からは姫路競馬場での開催となり、名称が兵庫ウインターカップに変更された。なお、同年より全国交流競走として行われている。

### 条件・賞金（2025年）
出走条件
サラブレッド系4歳以上、地方全国交流（他地区所属馬の出走枠は5頭）
負担重量
定量、牡・騸56kg、牝54kg。
賞金額
1着800万円、2着280万円、3着160万円、4着120万円、5着80万円。

## 歴代優勝馬
全てダート1400mで施行。
| 回数  | 施行日        | 競馬場 | 優勝馬             | 性齢 | 所属   | タイム | 優勝騎手 | 管理調教師 | 馬主                 |
| ----- | ------------- | ------ | ------------------ | ---- | ------ | ------ | -------- | ---------- | -------------------- |
| 第1回 | 2017年2月9日  | 園田   | トウケイタイガー   | 牡6  | 園田   | 1:28.2 | 川原正一 | 住吉朝男   | 木村信彦             |
| 第2回 | 2018年2月8日  | 園田   | ドリームコンサート | 牡9  | 西脇   | 1:29.3 | 川原正一 | 柏原誠路   | 松岡隆雄             |
| 第3回 | 2019年2月14日 | 園田   | ナチュラリー       | 牡5  | 園田   | 1:28.5 | 笹田知宏 | 新子雅司   | 渡部賢治             |
| 第4回 | 2020年2月20日 | 園田   | ナチュラリー       | 牡6  | 園田   | 1:27.4 | 笹田知宏 | 新子雅司   | 渡部賢治             |
| 第5回 | 2021年2月25日 | 姫路   | ナリタミニスター   | 牡6  | 西脇   | 1:28.0 | 吉村智洋 | 坂本和也   | （株）オースミ       |
| 第6回 | 2022年2月23日 | 姫路   | インペリシャブル   | 牡5  | 川崎   | 1:29.3 | 鴨宮祥行 | 高月賢一   | （株）レッドマジック |
| 第7回 | 2023年2月23日 | 姫路   | パールプレミア     | 牝5  | 園田   | 1:28.8 | 笹田知宏 | 新子雅司   | 近藤洋司             |
| 第8回 | 2024年2月8日  | 姫路   | タイガーインディ   | 牡7  | 園田   | 1:30.5 | 廣瀬航   | 保利良平   | 伊藤和夫             |
| 第9回 | 2025年1月30日 | 姫路   | スペシャルエックス | 牡5  | 北海道 | 1:30.8 | 杉浦健太 | 田中淳司   | 定蛇邦宏             |

#### 各回競走結果の出典
- 園田ウインターカップ 歴代優勝馬 - 地方競馬全国協会